# Leonardo da Vinci (sommergibile)
Il Leonardo da Vinci è stato un sommergibile della Regia Marina.
Con 17 navi affondate per un totale di 120.243 tonnellate di stazza lorda è risultato il miglior sommergibile italiano e il miglior sommergibile non tedesco della seconda guerra mondiale.

## Storia

### Operazioni nel 1940
Dopo il necessario periodo di addestramento in seno alla XXII Squadriglia sommergibili con base a Napoli, se ne decise l'invio in Atlantico
Il 22 settembre 1940 il sommergibile lasciò Napoli al comando del capitano di corvetta Ferdinando Calda; cinque giorni dopo passò lo stretto di Gibilterra senza problemi, ma subito dopo – il 28 settembre – subì caccia antisommergibile da parte di due cacciatorpediniere, uscendone comunque indenne.
Il 2 ottobre il sommergibile lanciò due siluri contro un grosso incrociatore ausiliario (ex piroscafo passeggeri), il Cilicia, ma le armi fallirono i lanci; il Da Vinci emerse allora per attaccare coi cannoni ma fu avvistato dalla portaerei britannica Argus che lo bersagliò con le sue artiglierie obbligandolo nuovamente ad immergersi; il sommergibile cercò allora di attaccare la portaerei ma dovette ritirarsi a causa dell'attacco con cariche di profondità iniziato da aerei decollati dall’Argus. Sei giorni dopo lanciò infruttuosamente una coppiola di siluri contro un trasporto armato, che riuscì ad allontanarsi per via della sua maggiore velocità.
Il 12 ottobre si trasferì più a est, dove era stato informato da Betasom (il comando dei sommergibili italiani in Atlantico) riguardo alla presenza di un grosso convoglio, ma non ebbe nessun avvistamento; da lì si portò poi al largo di Lisbona alla ricerca – dal 21 al 27 ottobre – di un altro convoglio formato da un'ottantina di navi, ma le uniche unità avvistate erano neutrali, tranne un cacciatorpediniere non identificato e che non fu attaccato. Il Da Vinci attraccò a Bordeaux, sede della base di Betasom, il 31 ottobre 1940.
Il 21 dicembre il sommergibile salpò diretto a ovest dell'Irlanda, ove giunse dopo una settimana; il 30 dicembre ricevette la posizione del piroscafo Bodnant, gravemente danneggiato, e diresse verso di esso per finirlo, ma la segnalazione era sbagliata e la nave non fu trovata (poté essere infatti trainata in salvo da un altro trasporto). Il 14 gennaio 1941 si trasferì più a settentrione nella speranza di avvistare qualche nave e il 16 lanciò un siluro contro un cacciatorpediniere: lo mancò e fu bombardato con cariche di profondità, restando comunque indenne e rientrando a Bordeaux il 20 gennaio.

### Operazioni nel 1941
Il 3 aprile ebbe inizio la terza missione atlantica, anch'essa da svolgersi in acque irlandesi; l'11 aprile il Da Vinci arrivò nel proprio settore d'operazioni e vi stazionò inutilmente sino al 16, quando si portò più a ovest, ma non trovò ugualmente navi nemiche e il 27 aprile intraprese la navigazione di rientro, raggiungendo la base il 4 maggio.
Il 18 giugno lasciò Bordeaux per portarsi, stavolta, a ovest dello stretto di Gibilterra, e il dieci giugno colse il suo primo successo: individuò la nave cisterna Auris (8030 tsl), la inseguì e le lanciò otto siluri, la metà dei quali centrarono la nave, mandandola a fondo. Non ci furono altri avvistamenti e il Da Vinci fece quindi ritorno a Bordeaux.
Il 15 settembre salpò diretto nuovamente a ponente di Gibilterra, e il 19 subì un infruttuoso attacco aereo mentre si trovava all'inseguimento di un convoglio; non poté attaccare per via del mare mosso e dovette quindi limitarsi a segnalare rotta e velocità del convoglio alla base, avviandosi il 24 settembre sulla rotta di ritorno.
Il 6 ottobre assunse il comando del Da Vinci il capitano di corvetta Luigi Longanesi Cattani e il 19 novembre salpò per raggiungere il proprio settore d'operazioni a ovest delle Azzorre, ma il 2 dicembre dovette invertire la rotta per un grave guasto, dovendo anche rinunciare all'attacco ad un convoglio due giorni dopo (poté solo indicarne la posizione).

### Operazioni nel 1942
Il 28 gennaio 1942 iniziò la sua settima missione, diretto in una nuova zona d'operazioni a nordest delle Antille; vi stazionò dal 13 al 16 febbraio e si portò poi al largo del Brasile, dove, il 25 febbraio, colò a picco in posizione 16° N e 49° O, con un siluro, il piroscafo brasiliano Cabedelo (3557 tsl), senza sopravvissuti. Due giorni dopo cannoneggiò e silurò, affondandolo nel punto 17° N e 48° O, il piroscafo lettone Everasma (3644 tsl); intraprese poi la navigazione di rientro, concludendola il 15 marzo.
Il 9 maggio il Da Vinci lasciò Bordeaux per portarsi fra Porto Natal e Pernambuco; undici giorni dopo ricevette però dal comando l'ordine di dirigere verso le coste dell'Africa. Il 2 giugno avvistò la grossa goletta panamense Reine Marie Stuart (1087 tsl) e la colò a picco a colpi di cannone. Due giorni dopo individuò la motonave inglese Chile (6956 tsl) e la affondò nella notte seguente, con il lancio di un solo siluro. Al calar del sole del 10 giugno centrò con un siluro, immobilizzandola, la motonave olandese Alioth (5483 tsl), affondandola poi con il cannone; analoga sorte toccò, tre giorni più tardi, al piroscafo Clan McQuarrie (6471 tsl). Diresse poi per rientrare a Bordeaux ove giunse il 1º luglio, dopo aver anche rifornito di nafta – il 20 giugno – il sommergibile Giuseppe Finzi.
Il 7 ottobre 1942 il Da Vinci salpò con un nuovo comandante, il tenente di vascello Gianfranco Gazzana-Priaroggia, per raggiungere la zona d'operazioni a nord del Brasile; il 2 novembre giunse nel proprio settore (nei pressi di Capo San Rocco) e nella mattinata di quello stesso giorno silurò il piroscafo Empire Zeal (7009 tsl), immobilizzandolo e finendolo poi a colpi di cannone; nella notte successiva (tra il 2 e il 3 novembre) lanciò sei siluri contro il piroscafo armato americano Franz Hals (7176 tsl), immergendosi immediatamente dopo e avvertendo due scoppi; danneggiata da un siluro, la nave non affondò e inviò una richiesta di aiuto in seguito alla quale il Da Vinci fu bombardato da un idrovolante, uscendone comunque indenne.
Il 4 novembre, di pomeriggio, individuò il piroscafo greco Andreas (6566 tsl), lo inseguì, lo bloccò con un siluro e lo colò poi a picco col cannone; successivamente il sommergibile si trasferì più a meridione, a est di Recife, e qui il 9 novembre silurò la motonave americana Marcus Whitman (7176 tsl), immobilizzandola e finendola poi a colpi di cannone. Il Da Vinci aveva a questo punto esaurito i siluri ma riuscì ugualmente, due giorni dopo, ad affondare il piroscafo olandese Veerhaven (5291 tsl), impiegando solo il cannone. Intraprese poi la navigazione di rientro, arrivando a Bordeaux il 6 dicembre 1942 (dopo aver rifornito con 30 tonnellate di nafta, il 30 novembre, il sommergibile Enrico Tazzoli al largo delle Canarie).

### Operazioni nel 1943
Dopo un periodo di lavori per adattarlo ad avvicinatore di mezzi d'assalto (si veda la relativa sezione), il 20 febbraio 1943 il Da Vinci partì per la sua ultima missione; appoggiandosi al sommergibile Finzi impiegato come rifornitore, avrebbe dovuto raggiungere l'Oceano Indiano.

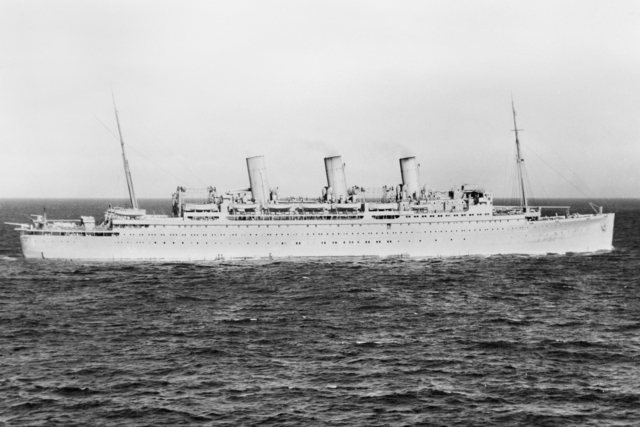
Il transatlantico inglese Empress of Canada, affondato dal Da Vinci

Nella mattinata del 14 marzo incontrò il transatlantico britannico Empress of Canada (21.517 tsl), 330 miglia a sudovest di Capo Palmas (Liberia): lanciò tre siluri con i tubi di poppa e due delle armi colpirono la nave, che andò a fondo; si trattò del maggior successo mai conseguito da un sommergibile italiano. L'affondamento provocò però una tragica conseguenza: delle 1892 persone a bordo della nave, oltre ad un migliaio di militari inglesi, vi erano circa 500 prigionieri italiani, che costituirono la grande maggioranza delle 395 vittime del disastro. Nel pomeriggio del 19 fu informato dal Finzi – che si trovava nelle vicinanze – della presenza di un piroscafo, il Lulworth Hill (7628 tsl), che era sfuggito al Finzi: il Da Vinci lo trovò e lo centrò con due siluri, mandandolo a fondo 700 miglia a ponente dell'Angola e recuperandone poi l'unico sopravvissuto. In serata si incontrò col Finzi e si rifornì così con 90 tonnellate di nafta, 10 di acqua, 6 di olio, nonché provviste e tre siluri.
Il 5 aprile penetrò in Oceano Indiano e raggiunse la sua zona d'operazioni, circa duecento miglia a levante di Durban, dando inizio al suo periodo di maggiore successo: il 17 aprile silurò il piroscafo olandese Sembilan (6566 tsl) – con a bordo munizioni e i mezzi da sbarco LCP 780 e LCP 782 da 9-11 tonnellate l'uno – che esplose e affondò con l'intero equipaggio; l'indomani cannoneggiò e silurò, affondandolo, il piroscafo statunitense Manaar (8007 tsl), mentre il 21 colò a picco, sempre con cannone e siluro, la motonave John Drayton (7177 tsl), anch'essa americana. Si avviò poi sulla rotta di ritorno, ottenendo come ultimo risultato, il 25 aprile, l'affondamento della nave cisterna inglese Doryssa (8078 tsl), al largo di Capo Agulhas (con questo attacco furono esauriti i siluri); in seguito a questa serie di affondamenti, il 6 maggio, prima ancora di tornare alla base, Gazzana Priaroggia ricevette un messaggio nel quale lo si informava della sua promozione a capitano di corvetta per merito di guerra.
Il 22 maggio inviò un messaggio alla base informando di stare per iniziare la navigazione occulta, ma l'indomani incrociò i convogli «WS 30» e «KMF 15», a circa trecento miglia da Vigo; da circa 5400 metri il cacciatorpediniere HMS Active e la fregata HMS Ness, appartenenti alle scorte dei due convogli, avvistarono il Da Vinci che dovette immergersi. Alle 11:43 l'Active gettò una prima scarica di bombe di profondità, poi la Ness ripassò tre volte sulla verticale del sommergibile gettando cariche di profondità ogni volta, l'ultima alle 12.12: furono rilevati due scoppi in profondità e poco dopo vennero a galla relitti, bolle d'aria, chiazze di nafta e resti umani: il Da Vinci era affondato con tutto l'equipaggio.
Con il Da Vinci si inabissarono il comandante Gazzana Priaroggia (decorato con Medaglia d'oro al valor militare alla memoria), 7 altri ufficiali e 54 fra sottufficiali e marinai.
Il sommergibile aveva svolto in tutto dodici missioni di guerra (una in Mediterraneo e 11 in Atlantico), percorrendo complessivamente 66.637 miglia in superficie e 3261 in immersione.

## Il progetto d'attacco a New York

Il Classe CA imbarcato sul sommergibile "Leonardo Da Vinci" durante le prove, si nota una delle morse che assicurano il CA all'avvicinatore

Nel luglio 1942 Junio Valerio Borghese studiò un progetto molto ambizioso, un attacco della Xª Flottiglia MAS al porto di New York. Fu scelto proprio il Leonardo da Vinci della base BETASOM di Bordeaux come mezzo avvicinatore. Il sommergibile avrebbe dovuto trasportare fino alla foce dell'Hudson un piccolo sommergibile tascabile tipo CA (fu inviato via treno a Bordeaux, per l'operazione, il CA 2) in un apposito "pozzo" ricavato al posto del cannone prodiero. Il tenente di vascello Eugenio Massano fu inviato anch'esso a  Bordeaux dal comandante della Xª Flottiglia MAS Borghese avrebbe dovuto guidare il piccolo Classe CA con a bordo alcuni «uomini gamma» (sommozzatori d'assalto) e 28 cariche esplosive da 20 a 100 kg, si sarebbe portato nel porto per minare delle navi.
I lavori furono effettuati nell'agosto 1942 e in settembre furono svolte le prove di rilascio del CA 2 dal Da Vinci sotto la supervisione del tenente di vascello Eugenio Massano. Le prove ottennero risultati apprezzabili nel corso delle quali il "Da Vinci", in immersione a circa 12 metri riusciva a rilasciare il piccolo CA e a recuperarlo. In realtà il recupero era un'ipotesi molto remota e si era già previsto che i membri del Gruppo Gamma avrebbero dovuto distruggere il mezzo al termine dell'operazione per poi raggiungere la terraferma.
La missione fu rinviata in seguito alla perdita del Da Vinci il 23 maggio 1943 e poi annullata a seguito dell'armistizio di quattro mesi dopo.